# Wladimir Wassiljewitsch Karpow
Wladimir Wassiljewitsch Karpow (russisch Владимир Васильевич Карпов; * 28. Juli 1922 in Orenburg; † 19. Januar 2010 in Moskau) war ein russischer Schriftsteller. Sein stark autobiografisch geprägtes Werk handelt vor allem von militärischen Themen. 

## Leben
Wladimir Karpow wuchs in Taschkent auf. Ab 1939 besuchte er die dortige Infanterieschule. Bevor er seine Ausbildung beenden konnte, wurde er 1941 aufgrund einer Denunziation festgenommen und wegen angeblicher „Beteiligung an einer Verschwörung gegen das bestehende Gesellschaftssystem“ und Verunglimpfung Josef Stalins zu fünf Jahren Haft verurteilt. Nachdem er in mehreren Bittschreiben darum gebeten hatte, zum Kriegsdienst eingezogen zu werden, wurde er im Oktober 1942 einer Strafkompanie zugeteilt. Wegen besonderer Tapferkeit wurde seine Verurteilung im Januar 1943 aufgehoben, er wurde außerdem zum Leutnant befördert und in eine reguläre Aufklärungseinheit versetzt. Ihm wurde 1944 die höchste militärische Auszeichnung "Held der Sowjetunion" verliehen. 
Nach seiner Entlassung aus dem Kriegsdienst setzte Wladimir Karpow sein Studium fort und veröffentlichte erste literarische Arbeiten. 1947 absolvierte er die Militärakademie „M.W. Frunse“, 1954 das Moskauer Literaturinstitut Maxim Gorki, das er im Abendstudium besucht hatte. Anschließend diente Karpow zehn Jahre im Militärbezirk Turkestan. 
Mitte der sechziger Jahre quittierte er den Militärdienst und arbeitete als Redakteur und Schriftsteller. Von 1979 bis 1986 war er Chefredakteur der Zeitschrift Nowy Mir. 1986 wurde er zum Vorsitzenden des Sowjetischen Schriftstellerverbandes gewählt.
In den neunziger Jahren geriet Wladimir Karpow weitgehend in Vergessenheit. Ein gewisses Aufsehen erregte er mit seiner im Jahre 2002 erschienenen, eher apologetischen Stalin-Biografie Der Generalissimus, die zu einem seiner größten Erfolge als Schriftsteller wurde.
Er wurde auf dem Friedhof Trojekurowo in Moskau beerdigt.

## Werke
- Двадцать четыре часа из жизни разведчика, (zu dt. Vierundzwanzig Stunden aus dem Leben eines Aufklärers), 1960
- Командиры седеют рано, (Kommandeure ergrauen früh), 1965
- Маршальский жезл, (Das Zepter des Marschalls), 1970
- Взять живым!, (Holt ihn euch lebend!), 1974
- Не мечом единым, (Nicht vom Schwert allein), 1979
- Полководец, (Der Kompanieführer), 1984
- Маршал Жуков, его соратники и противники в годы войны и мира, (Marschall Schukow, Mitstreiter und Gegner in Kriegs- und Friedenszeiten), 1989
- Маршал Жуков. Опала, (Marschall Schukow. Ungnade), 1994
- Расстрелянные маршалы, (Die erschossenen Marschälle), 1999
- Генералиссимус, в 2 томах, (Der Generalissimus), 2002
- Маршал Баграмян "Мы много пережили в тиши после войны", (Marschall Bagramjan: „In den ruhigen Jahren nach dem Krieg haben wir so manches erlebt“), 2006